# Nóż chiński
Nóż chiński – narzędzie fryzjerskie, rodzaj brzytwy używanej do strzyżenia włosów. W odróżnieniu od tradycyjnej brzytwy ma sztywną konstrukcję – ostrze na sztywno jest zmontowane z rękojeścią tworząc jednolitą całość. Uchwyt zakończony jest oczkiem na wzór uchwytu nożyczek fryzjerskich. Całość wyglądem zbliżona jest do jednej z części nożyczek fryzjerskich.